# Svengali (1931)
Svengali (bra: Svengali) é um filme pre-Code estadunidense de 1931, dos gêneros drama psicológico e terror, dirigido por Archie Mayo, e estrelado por John Barrymore e Marian Marsh. O roteiro de J. Grubb Alexander foi baseado no romance "Trilby" (1894), de George du Maurier.
O filme foi gravado de 12 de janeiro a 21 de fevereiro de 1931. Em seu lançamento nos Estados Unidos, recebeu algumas boas críticas, mas não obteve um bom desempenho de bilheteria.

## Sinopse
O cruel professor de música Svengali (John Barrymore) é capaz de controlar mulheres por meio da hipnose e telepatia. Ao hipnotizar a bela Trilby O'Farrell (Marian Marsh), ela cai sob seu feitiço e é transformada em uma grande cantora – mas seu verdadeiro amor, Billee (Bramwell Fletcher), ainda é um empecilho para o professor. Embora Svengali consiga que Trilby finja sua morte e vá em uma turnê pela Europa com ele, Billee descobre o engano e tenta arrancá-la das garras de Svengali.

## Elenco
- John Barrymore como Svengali
- Marian Marsh como Trilby O'Farrell
- Donald Crisp como O Proprietário
- Bramwell Fletcher como Billee
- Carmel Myers como Madame Honori
- Luis Alberni como Gecko
- Lumsden Hare como Monsieur Taffy
- Paul Porcasi como Bonelli
- Ferike Boros como Marta (não-creditada)

## Estilo
No livro "The Dread of Difference", o gênero do filme foi discutido com o autor observando que "Svengali" ser um filme de terror tem sido debatido por vários anos. O filme não está incluído em "The Encyclopedia of Horror Movies" (1986), de Phil Hardy, e William K. Everson contextualiza o filme em relação ao ciclo de filmes de terror de Hollywood em 1973.

## Produção

### Plano de fundo
"Svengali" foi baseado no romance "Trilby" (1894), de George du Maurier. O romance é intitulado depois de Trilby O'Farrell, heroína condenada da história, embora o personagem que chamou a atenção do público foi o vilão Svengali, um hipnotizador e pianista judeu que hipnotiza Trilby para se tornar uma grande cantora. O sucesso de "Trilby" foi uma surpresa para du Maurier, pois o romance foi adaptado para os palcos, onde Sir Herbert Beerbohm Tree atuou como Svengali no Reino Unido, e Wilton Lackaye o retratou em 1895 nos Estados Unidos. Pelo menos seis adaptações de "Trilby" foram feitas para o cinema mudo, dos anos de 1908 a 1923.
O ator John Barrymore se apresentou na Broadway em algumas adaptações das obras de du Maurier, incluindo o papel-título em "Peter Ibbetson". Em setembro de 1930, Barrymore saiu de férias em seu iate e apenas retornou em dezembro. Em 20 de novembro, Louella Parsons relatou o que eles descreveram como "a notícia mais surpreendente do ano" que a Warner Bros. havia comprado os direitos para adaptar o romance, e que Barrymore estava definido para desempenhar o papel de Svengali.

### Pré-produção
Enquanto estava no mar, Barrymore transmitiu suas ideias para o filme à Warner Bros., especificamente que Svengali "deve ser engraçado e dar muitas risadas". A Warner Bros. inicialmente queria Evelyn Laye para o papel de Trilby. As histórias entram em conflito sobre por qual motivo Laye não foi escalada para o papel, sendo um deles que a atriz queria voltar para a Inglaterra para passar suas férias, enquanto outra história afirma que Laye estava exausta por excesso de trabalho, por isso se encontrava em um sanatório. Pouco antes de 25 de dezembro, a Warner Bros. contratou Marian Marsh para o papel de Trilby.
Entre a equipe técnica estava Archie Mayo, o diretor. A Warner Bros. inicialmente queria Evelyn Laye para o papel de Trilby. O diretor de fotografia era Barney "Chick" McGill, que foi o cinegrafista de Mayo em "The Doorway to Hell".

### Produção
"Svengali" começou a ser gravado no Estúdio 8, no lote da First National na Warner, em Burbank. O filme foi filmado de 12 de janeiro a 21 de fevereiro de 1931. O Daily Production and Progress Report observou que o roteiro estava inacabado, com o roteirista J. Grubb Alexander fornecendo as peças do cenário uma de cada vez.
Em 14 de fevereiro, a produção de "Svengali" foi transferida para a Universal City, onde a Warner Bros. alugou o palco utilizado originalmente em "O Fantasma da Ópera" (1925).

## Lançamento
A pré-estreia do filme aconteceu em Nova Iorque, no Warner Hollywood Theatre, em 1 de maio de 1931. Sua estreia mundial foi em 22 de maio do mesmo ano. Em seus três primeiros dias em Nova Iorque, "Svengali" arrecadou US$ 17.384, que o historiador de cinema Gregory William Mank descreveu como "dinheiro decente, mas dificilmente sensacional". Em sua primeira semana no Warners Hollywood Theatre, "Svengali" ganhou US$ 30.002, e na semana seguinte, US$ 25.441. Em comparação, "The Public Enemy" – filme da Warner Bros. – arrecadou US$ 63.776 em sua primeira semana. "Svengali" recebeu grandes multidões em seu dia de estreia em Los Angeles, mas por outro lado teve uma péssima bilheteria. Com um orçamento de produção de US$ 499.000, o filme arrecadou apenas US$ 498.000 mundialmente. Relativamente, "Drácula" arrecadou US$ 1.200.000 em todo o mundo.

## Recepção
O Film Daily em Hollywood discutiu o filme após sua estreia em Nova Iorque, afirmando que o filme era "assustador, intenso, humano e às vezes crível", observando também que John Barrymore era "brilhante" no papel e a produção era "elaborada, o elenco esplêndido, e o segundo plano manteve a atmosfera felina da história". Mordaunt Hall, em sua crítica para o The New York Times, também elogiou o Svengali de Barrymore, afirmando que seu desempenho "supera tudo o que ele já fez para a tela, incluindo O Médico e o Monstro, de Stevenson, e Beau Brummel, de Clyde Fitch". A revista Variety criticou o filme, observando que Barrymore "cuida de tudo. Tanto que eles não vão embora lembrando muito de alguém ou qualquer outra coisa ... Os poderes hipnóticos de Barrymore são interessantes até dar uma olhada em Srta. Marsh com uma peruca imprópria. Depois disso, muitas pessoas vão achar que é um desperdício de concentração especializada". O crítico do Los Angeles Times, Edwin Schallert, elogiou o filme como um "clássico revivido" com Barrymore, marcado pela "sua excelente ironia e sinistro interesse ... mais suave, mais calmo, com uma diminuição do estilo forçado e um tanto autoconsciente".
O diretor de fotografia Barney McGill e o cenógrafo Anton Grot receberam indicações ao Oscar por seus trabalhos em "Svengali". O filme perdeu para Floyd Crosby por "Tabu: A Story of the South Seas", e Max Rée por "Cimarron", respectivamente.